# Cryptomnesia
Cryptomnesia är ett musikalbum av gruppen El Grupo Nuevo De Omar Rodriguez-Lopez. Musiken spelades in 2006 men albumet släpptes den 5 maj 2009, och är influerad av bland annat progressiv rock och experimentell rock.

## Låtlista
1. "Tuberculoids" – 4:27
2. "Half Kleptos" – 3:09
3. "Cryptomnesia" – 6:02
4. "They're Coming to Get You, Barbara" – 4:08
5. "Puny Humans" – 2:31
6. "Shake Is for 8th Graders" – 2:12
7. "Noir" – 3:44
8. "Paper Cunts" – 2:51
9. "Elderly Pair Beaten with Hammer" – 2:03
10. "Warren Oates" – 4:55
11. "Fuck Your Mouth" – 0:23

## Musiker
- Omar Rodriguez-Lopez - gitarr
- Cedric Bixler-Zavala - sång på 8 av låtarna
- Zach Hill - trummor
- Juan Alderete De La Peña - elbas
- Jonathan Hischke – synth, bas